# Richard Martel
Richard Martel (Chicoutimi, 1950) è un artista canadese.

## Biografia
Richard Martel, artista interdisciplinare e performer, è nato a Chicoutimi (Québec) nel 1950. Vive a Québec City, dove dirige il centro d’arte contemporanea “Le lieu”, specializzato nella elaborazione teorica e nell'organizzazione di eventi legati alle arti performative e multimediali. In quest’ambito dirige la rivista “Inter, art actuel”, fondata nel 1978,  e coordina le "Éditions Intervention”.
Si occupa di videoarte, di installazioni video, di radiofonia.
Dal 1984 dirige a Québec il festival “Rencontre International d’Art Performance” (RIAP).
Ha preso parte a numerosi festival internazionali, tra i quali: Festival International de poésie contemporaine (Cogolin, Francia, 1986); Polyphonix 13, Hommage à Filliou (Paris, 1988); 3 Festival Internacional de Performance y Poesia d’Accio Valencia, Spagna, 1992); Polyphonix 20 (Centre George Pompidou, Paris, 1993); 1st Nagano International Performance Art Festival (Nagano, Giappone, 1993); Polyphonix au pays de Tintin et de Magritte (Liegi-Bruxelles, 1994); International Situationniste, Hommage à Guy Débord (Montréal, 1995).

## Organizzazione di festival

### Organizzazione di eventi
- Symposium international de sculpture environnementale de Chicoutimi, Chicoutimi, Québec, 1980
- Art et Société, Québec, 1981
- Festival d’In(ter)ventions”—Neoson(g) Cabaret, Québec, 1984
- In Memoriam George Maciunas, Québec, 1984
- Espèces Nomades, Québec, 1987
- Immedia Concerto, Québec, 1988
- Interscop. Varsavia, 1990
- Interzone, Québec, 1992

### Coorganizzazione di eventi
- Première Biennale d’art actuel à Québec, Québec, 1990
- Poliphonix 16, Québec, 1991
- Manoeuvre nomade, Krakow, Marseilles, Barcelona, Valencia, Duero, 1994
- Rencontre Internationale d’art performance et multimédia, Québec, 1996